# Каинанту
Каинанту (англ. Kainantu) — город на северо-востоке Папуа — Новой Гвинеи, в провинции Истерн-Хайлендс.

## География
Город расположен примерно в 170 км от города Лаэ и в 90 км от города Горока (по автодорогам), недалеко от долины Аиюра, на высоте 1552 м над уровнем моря.

## Население
По данным на 2013 год численность населения города составляла 12 709 человек.
Динамика численности населения города по годам:
| 1990  | 2000  | 2013   |
| ----- | ----- | ------ |
| 3 800 | 6 723 | 12 709 |

## Инфраструктура
Имеются базовые элементы инфраструктуры, в том числе школа, больница, полицейский участок, районный суд и др. Каинанту является важным торговым центром для жителей окрестных деревень, продающих здесь свою сельскохозяйственную продукцию.